# Категорія метричних просторів
Категорія метричних просторів або Met — категорія, об'єктами якої є метричні простори, а морфізмами — короткі відображення. (Оскільки композиція з двох коротких відображень є коротким відображенням, ці об'єкти та морфізми дійсно утворюють категорію.)
Початок вивчення цієї категорії поклав Джон Ізбел.

## Стрілки
Мономорфізми Met є ін'єктивними короткими відображеннями. Епіморфізми — короткі відображення зі скрізь щільним образом. Ізоморфізми — ізометрії.
Наприклад, включення раціональних чисел у дійсні числа є мономорфізмом та епіморфізмом, але не ізоморфізмом.
Початковим об'єктом Met є порожній метричний простір; будь-який одноточковий метричний простір є термінальним об'єктом. Оскільки початковий об'єкт і термінальні об'єкти різняться, Met не має нульових об'єктів.
Ін'єктивні об'єкти в Met називають ін'єктивними метричними просторами. Ін'єктивні метричні простори вперше ввели та вивчили Аронзайн і Панічпакді (Aronszajn та Panitchpakdi, (1956)), до вивчення Met як категорії; їх також можна визначити внутрішньо в термінах властивості Хеллі їхніх метричних куль, тому Аронзайн і Панічпакді назвали їх гіперопуклими просторами. Будь-який метричний простір має найменший ін'єктивний метричний простір, в який його можна вкласти ізометрично, званий його ін'єктивною оболонкою.

## Добутки
Добуток скінченної множини метричних просторів у Met це метричний постір, точками якого є декартові добутки просторів; відстань у просторі добутків визначається як супремум відстаней у координатних просторах.
Добуток нескінченної множини метричних просторів може не існувати, оскільки відстані в базових просторах можуть не мати супремуму. Тобто Мет не є повною категорією, але вона скінченно замкнута. У Met немає кодобутку.

## Варіації та узагальнення
Met — не єдина категорія, чиї об'єкти є метричними просторами; такими ж є категорії рівномірно неперервних функцій, ліпшицевих функцій та квазиліпшицевих відображень. Короткі відображення є як рівномірно безперервними, так і ліпшицевими, зі сталою Липшица не більше 1.
Також виявляється зручно розширити категорію метричних просторів, дозволивши, наприклад, відстаням набувати значення {\displaystyle \infty } або перехід до преметричних просторів, тобто відмовившись від нерівності трикутника та симетрії для метрики.